# 保城镇
保城镇，是中华人民共和国海南省保亭黎族苗族自治县下辖的一个乡镇级行政单位。 区域面积177.04平方千米。

## 行政区划
保城镇下辖以下地区：
城北社区、城南社区、抄抗村、番文村、什好村、毛介村、什聘村、西坡村、春天村和石硐村。